# CD Oriente Petrolero
Oriente Petrolero är en fotbollsklubb från Santa Cruz de la Sierra, Bolivia. Klubben grundades den 5 november 1955 och spelar på Estadio Tahuichi Aguilera som tar 38 000 åskådare vid fullsatt.